# Google Fiber
Google Fiber è un progetto di Alphabet per la costruzione sperimentale di una rete internet a banda larga con una infrastruttura in fibra ottica nelle cittadine di Kansas City nel Kansas e Kansas City nel Missouri.

## Storia
L'ubicazione del servizio è stata scelta a seguito di una procedura di selezione competitiva: più di 1100 comunità si sono candidate per diventare il primo destinatario della tecnologia. Il 30 marzo 2011, Google ha annunciato che Kansas City sarebbe stata la prima comunità in cui la nuova rete verrà distribuita.
Dopo aver costruito l'infrastruttura della rete, nel luglio del 2012, Google ha annunciato i prezzi per Google Fiber. Il servizio offrirà tre opzioni:
1. un'opzione include internet gratuito a banda larga con il solo obbligo di pagare 30 $ di attivazione una tantum;
2. un'opzione internet da 1 Gbps per 70 dollari al mese;
3. ed una versione che include: Network box, Tv box, Storage box ed un tablet Nexus 7 a 120 $ al mese.

Il servizio di internet è compreso di 1 terabyte di Google Drive, mentre quello televisivo comprende 2 terabyte per il registratore DVR, oltre a Google Drive. Il DVR registra fino a otto spettacoli televisivi in diretta simultaneamente. L'opzione televisiva include anche un tablet Nexus 7 che fungerà da telecomando per il sistema. I quartieri che riceveranno il servizio saranno selezionati attraverso la domanda dei residenti dell'area della città, per questo Google ha creato un sito web per la pre-registrazione del servizio.

## Specifiche tecniche
Google Fiber fornirà connettività simmetrica a circa 1 gigabit al secondo, che è circa 10 volte più veloce all'accesso Internet a disposizione della maggior parte dei fruitori americani.

## Sedi
- Kansas City (Kansas) - Il 30 marzo 2011 è stata selezionata tra oltre 1 100 città candidate per essere la prima comunità di Google Fiber.
- Kansas City (Missouri) - Diciassette giorni dopo l'annuncio iniziale, Google ha annunciato la decisione di includere Kansas City, Missouri, offrendo servizio a entrambi i lati del confine di stato. La rete si è resa disponibile per i residenti nel mese di settembre 2012.